# 公共運輸安全

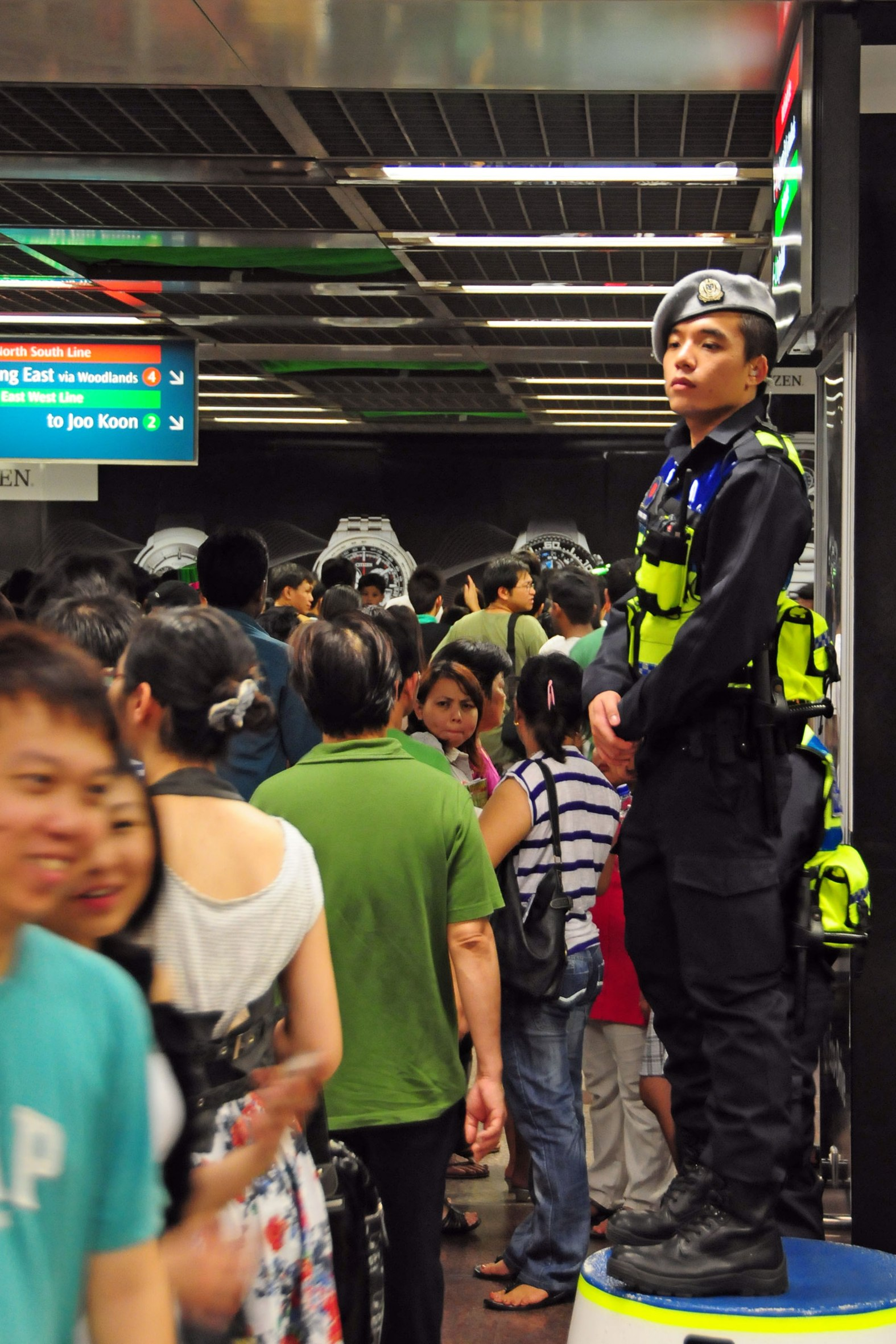
2010年，新加坡公共運輸安全指揮部的警察正在監視乘客。

公共運輸安全（英語：Public transport security）是指大眾運輸系統為保護乘客、員工、交通設備的安全，以及確保不發生其它違規行為而採取的措施。這些措施包括各種規章制度、安全人員、閉路電視、運輸警察和其它技術。公共運輸安全在九一一事件和馬德里連環爆炸案後受到世界各國廣泛的重視，因為大眾運輸由於其開放性，被認為是恐怖分子的主要目標。

## 安全措施

### 行李檢查
對乘客及其行李進行額外的安全檢查將是防止大眾運輸出現武器或炸彈的最佳選擇，通常會使用金屬探測門和X光行李檢查機。
然而這也會產生一些負面影響，例如增加的人力成本和時間成本、正在等待檢查的人群容易成為攻擊的目標、大眾運輸便利性降低導致私人汽車使用率增加、民眾因此得到恐懼感並要求採取更嚴厲的安全措施使公民自由不斷減少，因此目前除了機場以外很少有車站或大眾運輸系統會檢查乘客行李。

### 自我警戒
乘客經常被指示要格外警惕在車輛上或車站附近注意行為異常的人事物，例如宗教恐怖分子會不斷誦讀禱文、自殺炸彈客為了隱藏炸彈背心會在熱天穿著厚重大衣、可能裝有爆裂物的行李或包裹放置在角落。另外也會向乘客宣導如何自保，例如發生攻擊事件時利用隨身雨傘或滅火器自我防衛，或是如何在發生天災或事故時正確逃生。

### 執法人員
執法人員通常會在各個交通據點巡邏和看守，不管是運輸業者聘雇的私人保全或政府派出的運輸警察，其最大作用是穿著制服威攝襲擊者，例如九一一事件後美國各大機場隨處可見手持步槍的國民兵。還有一種是便衣執法人員，其任務是偽裝成普通乘客搭乘交通工具，在發生危機或事故時立即處置，但其效率備受質疑，因為真正遇到事件的機率非常小，例如美國眾議員吉米·鄧肯就曾質疑美國聯邦空警每年僅逮捕4.2人，但其年預算超過8.6億美元，顯見其功能和效率並非如此有用。

### 閉路電視
監視器錄影可以讓運輸業者和警方在第一時間監控突發事故，也有嚇阻犯罪的效果。

## 爭議
許多專家認為這是許多針對大眾運輸的安全措施都是安全劇場，向公眾營造看起來很安全的環境，因為有犯罪意圖的襲擊者都可以避開這些明顯的安全措施，而這些措施只會侵犯到普通乘客的自由。大眾運輸擁有良好的安全措施也沒有用，只會將威脅從公共運輸轉移到其他目標，如學校、商場、餐廳、電影院。許多在火車站和地鐵站的宣導也被批評為危言聳聽，因為對個人而言，大眾運輸系統遭受孤狼式襲擊的可能性非常低，對恐怖分子而言，攻擊大眾運輸的死亡數和影響力也低於飛機襲擊，因此對恐怖分子的吸引力較小。部分專家主張將預算在調查和情報上，以在襲擊者發動襲擊之前主動逮捕或阻止襲擊者。